# Prefektura Italii

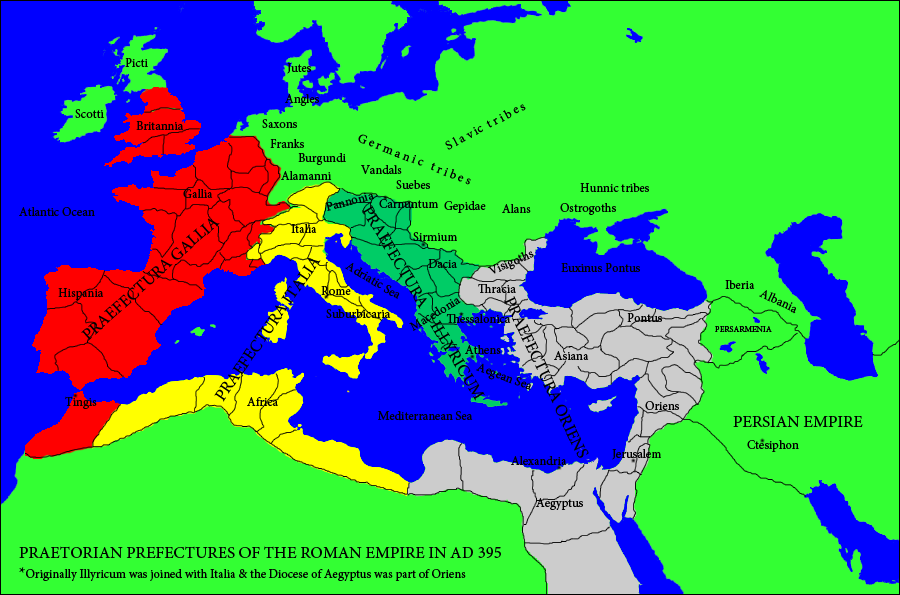
Prefektura Italii na mapie według stanu z 395 roku

Prefektura Italii (łac. praefectura praetorio Italiae, Illyrici et Africae) – jedna z czterech wielkich jednostek podziału terytorialnego w późnym okresie istnienia cesarstwa rzymskiego.
Prefektura została ustanowiona w 337 roku, dzieliła się na diecezje. Obejmowała, oprócz Italii, także zachodnie Bałkany, dolinę Dunaju oraz część północnej Afryki. Stolicą był Rzym, następnie Mediolan, a wreszcie Rawenna. W 361 została zniesiona, a w 375 ponownie ustanowiona.
Pomimo upadku Imperium na zachodzie, prefektura istniała nadal, gdyż germańscy władcy Italii pozostawili ze względu na wygodę rzymską administrację. Po wojnach Justyniana powróciła pod władzę Rzymu, ale już w 568 wyłamała się spod władzy Konstantynopola. Na terenie Italii ustanowiono wówczas Egzarchat Rawenny, o ograniczonym zasięgu terytorialnym.

## Lista znanych prefektów

### Cesarstwo zachodniorzymskie
- Antinius Marcellinus (29 kwietnia 340–wiosna 341)[1]

- Flavius Taurus (6 kwietnia 355–29 sierpnia 361)[1]
- Sextus Claudius Petronius Probus (22 marca 368–22 listopada 375)[2]
- Flavius Afranius Syagrius (18 czerwca 382–wiosna 382)[3]
- Sextus Claudius Petronius Probus (19 sierpnia 383–26 października 383)[3]
- Virius Nicomachus Flavianus (18 sierpnia 390–8 kwietnia 392)[4]
- Nummius Aemilianus Dexter (8 marca 395–1 listopada 395)[5]
- Eusebius (19 grudnia 395–23 grudnia 396)[5]
- Flavius Mallius Theodorus (31 stycznia 397–20 stycznia 399)[5]
- Valerius Messala Avienus (16 lutego 399–27 listopada 400)[6]
- Rufus Synesius Hadrianus (27 lutego 401–5 października 405)[6]
- Flavius Macrobius Longinianus (11 stycznia 406–24 marca 406)[7]
- Curtius (7 kwietnia 407–3 lutego 408)[7]
- Flavius Macrobius Longinianus (13 sierpnia 408)[7]
- Theodorus (13 września 408–15 stycznia 409)[7]
- Caecilianus (21 stycznia 409–1 lutego 409)
- Jovius (1 kwietnia 409–26 czerwca 409)[7]
- Liberius (26 listopada 409)[7]
- Jovius (409/410)[8]
- Melitius (16 listopada 410–19 marca 412)[8]
- Ioannes (6 czerwca 412–12 czerwca 413)[8]
- Seleucus (prefekt w Afryce, 30 stycznia 412–6 marca 412)[8]
- Rufus Synesius Hadrianus (3 sierpnia 413–3 marca 414)[8]
- Seleucus (414-415) (3 kwietnia 414–11 grudnia 415)[8]
- Flavius Iulius Quartius Palladius (7 stycznia 416–28 lipca 421)[9]
- Ioannes (11 lipca 422)[10]
- Flavius Avitus Marinianus (3 listopada 422)[10]
- Venantius (9 marca 423)[10]
- Proculus (18 maja 423)[10]
- (3 listopada 422)[10]
- Anicius Acilius Glabrio Faustus (438)
- Petronius Maximus (439)

### Panowanie germańskie
- Flavius Caecina Decius Maximus Basilius iunior (483)
- Caecina Mavortius Basilius Decius iunior (486-493)
- Liberius (494-500)
- Cassiodorus the Elder (500-?)
- Faustus (507-512)
- Rufius Magnus Faustus Avienus (527-528)
- Cassiodorus (533-537)
- Fidelis (537-538)
- Reparatus (538-539)

### Cesarstwo wschodniorzymskie
- Athanasius (539-542)
- Maximinus (542)